# Storia della democrazia
La storia della democrazia, si può ricondurre dai giorni nostri all'Atene della Grecia classica nel VI secolo a.C. Malgrado la loro influenza sulle attuali forme di governo, la Grecia classica e la rivoluzione americana non sono gli unici contesti in cui forme di governo democratiche si sono formate autonomamente; molti altri contesti minori l'hanno originata in modo indipendente, come i thing delle società germaniche e la confederazione irochese.

## Democrazia III millennio a.C. - Ipotesi
Tuttora è in atto un approfondimento sulla natura assembleare e non dinastica della regalità in Mesopotamia. Il primo assiriologo a iniziare uno studio di questo tipo fu Thorkild Jacobsen nell'articolo "Primitive Democracy in Ancient Mesopotamia" nel "Journal of Near Eastern Studies" edito dall'Oriental Institute of Chicago, nel 1943.

## Democrazia classica VI/V secolo a.C.
In Grecia, nella prima metà del V secolo a.C. si verifica una radicale trasformazione delle idee e delle istituzioni politiche: un certo numero di polis, di città-stato, cambiarono il loro apparato politico in un sistema che riusciva a dare a un considerevole numero di cittadini la possibilità di intervenire negli affari di governo, riconoscendo al popolo sovrano il diritto di autogovernarsi. Ma già nei secoli precedenti alcune città (Megara, Elide, Mantinea, Argo) si erano date ordinamenti democratici. Il primo riconoscimento al démos degli attributi della sovranità si ebbe nel VII secolo a Chio, che è considerata dagli storici la prima democrazia greca.
Prima che la parola "democrazia" diventasse di uso corrente, gli antichi greci utilizzavano due termini per indicare la condizione di parità necessaria a un buon governo: isogoria (uguale diritto di prendere la parola durante l'assemblea) e isonomia (uguaglianza di fronte alla legge).
Con la definitiva affermazione del popolo come unica autorità legittima di governo, viene introdotto il termine democratia come "governo del popolo".
Nel 508-7 a.C., Clistene introduce ad Atene una serie di riforme volte a modificare radicalmente l'assetto politico della città. Riprendendo la costituzione di Solone, Clistene suddivide la popolazione ateniese in dieci tribù, a loro volta divise in tre trittie, con alla base circa 139 demi, ossia distretti territoriali, che fornivano, attraverso sorteggi, i consiglieri al Consiglio dei Cinquecento (Bulé), la commissione esecutiva e organizzativa composta da uomini di età superiore ai 30 anni.
Accanto al Consiglio dei 500, c'era l'assemblea (ecclesia) a cui potevano partecipare tutti i cittadini al di sopra dei 18 anni (politai) che volessero occuparsi degli affari politici. L'ecclesia costituiva il corpo sovrano fondamentale, e le sue decisioni, prese a maggioranza, avevano valore definitivo sulle attività legislative e di governo. 
La partecipazione alle decisioni di governo non era avvertita dalla popolazione ateniese solo come un privilegio, ma anche come un dovere nei confronti della comunità. Infatti la democrazia all’epoca dimostra forme richiamanti all’Elitismo.

## La democrazia nel Medioevo europeo
Dai thing delle società germaniche, si evolvono forme di assemblee a democrazia diretta come l'assemblea Alþingi (Alþingishúsið), istituita in Islanda nel 930 d.C. . Qualche secolo dopo, nasce il Landsgemeinde, l'assemblea a democrazia diretta e voto palese dei cantoni svizzeri.
Nel Regno di Sicilia venne istituito il parlamento siciliano, che viene considerato uno dei più antichi del mondo (assieme a quello dell'Isola di Man, islandese e faroese, che però non avevano poteri deliberativi).

### Marsilio da Padova
Una lettura egalitaria del messaggio del Vangelo, la rinascita degli studi aristotelici, la nascita delle prime teorie contrattualistiche, l'assemblearismo dei comuni, sono gli elementi principali che compongono la concezione medievale cristiana della democrazia. 
"Lo scrittore che meglio incarna l'ideale democratico nel pensiero politico medievale è Marsilio da Padova, in cui i concetti di sovranità popolare e corporativa, di rappresentanza, ecc. vengono applicati largamente alla vita dello stato e altresì a quella della Chiesa".

## Presso i nativi americani
Durante il Medioevo europeo, nell'America precolombiana nasce la confederazione delle cinque nazioni dei nativi americani. Si tratta dell'alleanza Haudenosaunee che si strinse fra i cinque popoli Irochesi presenti in quello che oggi è conosciuta come la regione dei grandi laghi nel Nordamerica. I popoli in questione sono i Cayuga, gli Onondaga, gli Oneida, i Mohawk e i Seneca. Con l'aggiunta alla confederazione della nazione/popolo Tuscarora l'alleanza prenderà il nome "delle sei nazioni". Non fu l'unica nel Nordamerica, conosciute sono anche la lega degli Huroni e l'unione del Creek.

## La democrazia nell'età moderna
"Nella disputa intorno alla miglior forma di governo i classici del pensiero politico moderno, che accompagnano con le loro riflessioni il sorgere e il consolidarsi dei grandi stati territoriali prevalentemente monarchici, sono, almeno sino alla rivoluzione francese, ad eccezione di Spinoza, favorevoli alla monarchia e contrari alla democrazia. Così Bodin, Hobbes, Locke, Vico, Montesquieu, Kant, Hegel".

### Contributi di Hobbes e Locke 1600/1650
Hobbes, afferma che la politica è fondata sul perseguimento dell'interesse privato e sostenendo che l'uomo si trova in uno stato di natura conflittuale, pone la necessità di un accordo tra gli uomini al fine di regolamentare questo diverbio umano limitandone le conseguenze.
L'accordo sarebbe la cosciente cessione del diritto di auto-governo dei cittadini a una singola autorità autorizzata legalmente attraverso il voto.
Grazie a questo sistema, il popolo resterebbe obbediente al governante, proprio perché si tratta di una libera scelta voluta e necessaria. È quindi il consenso del popolo l'elemento principale del funzionamento di un sistema. Ma Hobbes, nonostante fosse liberale, finisce per contraddirsi quando afferma che il consenso è l'unico vincolo posto a chi governa, lasciando nelle mani dell'eletto un eccessivo potere.
Locke fu un precursore della democrazia protettiva, smentendo la tesi di Hobbes e affermando che se l'uomo è in stato di abituale conflitto per il perseguimento dei propri interessi, non potrebbe rimettere la propria fiducia in un sovrano.
Come Hobbes, Locke si proponeva di capire come si potesse definire un governo legittimo, ma le sue deduzioni lo porteranno a risultati molto distanti dal suo predecessore. Innanzitutto pone che lo stato di natura in cui vive l'uomo, non è uno stato di guerra, ma è uno stato di libertà pura, dove ognuno esercita giustamente il diritto di auto-governarsi. Ci sono però alcuni inconvenienti che devono essere risolti con la necessaria presenza di un governo sovrano, che ha quindi, solo lo scopo di difendere il cittadino dai soprusi alla propria libertà, la propria vita e la proprietà privata.
Il governo andrebbe quindi limitato nelle sue funzioni, attraverso delle costituzioni che mettono in chiaro i principi della sua esistenza e i diritti inviolabili dei cittadini. Nel momento in cui il governo non si attiene più a questi principi, al popolo resterebbe il potere di revocarlo. Nelle lacune lasciate da Locke c'è il fatto che non si propose una scadenza periodica (tornate elettorali) del mandato legale nei confronti del governante. Locke comunque ispirerà profondamente il moderno modello rappresentativo.

### Contributi dei federalisti e di Madison 1750
James Madison, il quarto presidente degli Stati Uniti d'America con la sua opera “federalista” integrò i principi maggiori di Hobbes, Locke e Montesquieu. 
D'accordo con Hobbes, affermò che la politica fosse fondata sull'interesse privato. Da Locke riprese l'ideale di libertà individuale da difendere come fine principale di un governo. Infine dal pensiero di Montesquieu trattenne il concetto della divisione dei poteri.
Madison criticava la democrazia classica ritenendola ingiusta, intollerante e instabile. Sostenne che anche nell'esperienza greca dove ci si nascondeva dietro l'interesse pubblico, in realtà i governanti curavano soltanto i propri interessi.
Nella società moderna, la nascita delle fazioni era inevitabile, afferma Madison, a causa della distribuzione diseguale della ricchezza. Il governo, dunque, avrebbe lo scopo di regolarne i contrasti.
Il modello sostenuto ottimale da Madison, era quello di un potente stato americano federalista, che avrebbe promesso la funzione prevista, attraverso periodiche elezioni unite all'impossibilità di una dittatura della maggioranza data la vastità del corpo elettorale e di un sistema parlamentare rappresentativo. Si pone quindi favorevole a un governo veramente popolare, ma solo con la sicurezza che non ci sia una tirannia della maggioranza.

### Contributi degli utilitaristi, Bentham e Mill 1800
Bentham e Mill sostennero che se l'uomo per regolamentare il conflitto dei propri interessi deve ricorre a un sovrano, quest'ultimo agirà comunque nel suo interesse quindi, conclusero che il governo sarebbe dovuto dipendere completamente dall'elettorato. Entrambi posero i presupposti necessari affinché la democrazia possa esistere in maniera adeguata.
1. La competizione tra i politici.
2. La separazione dei poteri.
3. La libertà di pensiero, di stampa, ecc.

Questi punti saranno il nocciolo del liberalismo inglese, secondo cui il governo sarebbe ridotto al ruolo di arbitro imparziale nel suo interno e garante all'esterno del confine di stato.
Secondo il pensiero di Bentham e Mill, il governo, per mantenere l'obbedienza dei suoi cittadini dovrà:
1. Fornire assistenza
2. Produrre abbondanza
3. Favorire eguaglianza
4. Garantire sicurezza.

A proposito dell'ultimo punto, furono proprio gli utilitaristi che insistettero per la creazione del moderno sistema carcerario. Anche Adam Smith contribuì alle loro concezioni utilitaristiche, che divennero una vera e propria sfida all'eccessivo potere dei governi.
Le loro teorie ispireranno la moderna politica del Welfare. 
Essi furono gli ideatori del primo modello di democrazia per uno Stato industriale.

### Il contributo di John Stuart Mill 1850
A differenza dei suoi predecessori, John Stuart Mill, lo si può considerare democratico in senso pieno. Aspetto fondamentale del suo pensiero fu la libertà di cui avrebbero dovuto godere tutti. J. S. Mill affermò che la partecipazione politica del popolo è necessaria e va incitata attraverso tutti gli organi pubblici, come ad esempio l'amministrazione comunale.
La sua opera principale “On liberty” espone chiaramente i principi di libertà dei cittadini per cui si sarebbe dovuta creare una forma efficiente di controllo reciproco tra governo e governati. Le sue teorie posero le basi del moderno Stato liberale.
Criticò aspramente il sistema dispotico con l'opera “Considerations on representative governement”, dove sostenne che non è possibile l'idea che un solo uomo possa amministrare in maniera adeguata uno Stato. Aggiunse anche che sarebbe stato contro la dignità umana eliminare la voce dei cittadini sulle decisioni che li riguardano. Quindi, pensava che solo una attiva partecipazione del popolo, nei limiti, avrebbe indirizzato uno Stato verso la prosperità.
Mill espose in maniera dettagliata il problema della burocrazia, che strettamente collegata all'evolversi dello Stato cresceva rischiando di aumentare in maniera eccessiva il suo potere. Necessario sarebbe che oltre lo Stato ci siano altri punti di riferimento in termini di sviluppo in modo da mantenere un equilibrio tra forze che si controllino a vicenda.
L'importanza di un governo rappresentativo Mill la giustificò affermando che il modello di democrazia classica (diretta) ateniese, non poteva funzionare, data la grande estensione degli stati.
Sarebbe stato necessario un sistema rappresentativo, quindi, che vigili sull'operato del governo attraverso deputati periodicamente eletti. Inoltre aggiunse la necessità della costante presenza di persone insigni, che svolgano una funzione di controllo del governo ulteriore rispetto a quella popolare, giudicata poco esperta.
Lo Stato così, si sarebbe dovuto limitare alle sue funzioni primarie di difesa delle libertà, della vita e della proprietà, senza applicare nessun tipo di restrizioni al libero mercato.
Mill prese, tra l'altro, una posizione innovativa riguardo alla condizione delle donne, in contrapposizione a tutti i suoi colleghi dell'epoca. Affermava che la subordinazione del sesso femminile, colpiva lo sviluppo dell'uomo e lo limitava. Anche se non proponeva di cambiare le cose all'interno dei partiti già esistenti, bensì, che le donne avrebbero dovuto affermarsi da sole democraticamente.
Cercando di unire i principi migliori del liberalismo coi principi migliori dell'antiliberalismo, Mill, è considerato da alcuni critici come ispiratore del futuro welfare state.

### I contributi di Marx ed Engels 1800/1850
Marx ed Engels, causarono una rottura drastica con il pensiero liberale, sostenendo che esso è incompatibile con la giustizia e l'eguaglianza. Essi proposero sistemi politici totalmente diversi e nuovi.
Il pensiero di Marx si basa sugli scritti di Engels. Quest'ultimo nell'opera “L'origine della famiglia, della proprietà privata e dello stato” racconta la nascita delle classi sociali in seguito alla creazione della proprietà privata in contrapposizione alla proprietà comune preesistente.
Marx sviluppò questa tesi sostenendo che il sistema vigente si basava proprio sulla divisione del popolo in classi. Più precisamente, lo sfruttamento della classe più povera da parte di quella che detiene la proprietà dei mezzi di produzione.
Entrambi erano d'accordo all'idea che se si superasse il capitalismo, anche le classi sociali non avrebbero più ragione d'esistere e scomparirebbero.
Marx focalizzava il suo pensiero sulla comprensione del processo storico, perciò stabilì due concetti principali per questa analisi.
La Formazione sociale, ovvero l'analisi di quella rete di rapporti sociali, culturali e istituzionali interni alla società.
Il Modo di produzione, cioè la struttura essenziale della società, in questo caso capitalista, quindi con lo sfruttamento della manodopera. Lo sfruttamento avviene con il metodo del plusvalore in eccesso creato nel processo produttivo, sottratto dal proprietario dei mezzi di produzione a scapito della manodopera.
In rapporto a questi due concetti, nelle società si sviluppano le lotte di classe. Esse saranno tanto più violente quanto più è mal distribuita la ricchezza in un paese. Questi conflitti portano a un ridimensionamento periodico della differenza di ricchezza, rivoluzionando di volta in volta il sistema e attuando un passaggio da uno stadio storico a un altro.
Nella storia umana, secondo Marx, si è attraversato 5 differenti stadi storici:
Modo di produzione primitivo (comunismo primitivo), Modo di produzione antico, Modo di produzione asiatico, modo di produzione feudale, Modo produttivo capitalistico.
Egli sosteneva che il prossimo stadio storico sarebbe stato quello che è comunemente chiamato modo produttivo comunista. I motivi tecnici per cui, secondo Marx, sarebbe avvenuto questo passaggio storico, sono i seguenti:
1. Nel capitalismo, i beni sono prodotti essenzialmente per il profitto non per la soddisfazione dei bisogni umani[senza fonte].
2. Il capitalismo, non è un sistema armonioso, esso causa periodiche crisi e conseguenti conflitti sociali.
3. Intrinseco al modello capitalistico è il fatto che si susseguono periodi di “boom economici” a periodi di gravi crisi.
4. Nei periodi di crisi, avviene un concentramento[senza fonte] delle industrie producendo oligopoli e monopoli e una fitta rete di interdipendenza tra le imprese, che diventano più instabili. Infatti il fallimento di una di esse può produrre un devastante effetto domino.
5. Gli effetti peggiori delle crisi si ripercuotono sulle classi deboli che intensificheranno quindi la lotta di classe.
6. I conflitti di classe nel tempo producono organizzazioni capaci di sfidare lo Stato democraticamente e non.

Il comunismo che è il fine di queste organizzazioni, non è che il naturale passo successivo all'evoluzione della democrazia.
Il capitalismo, quindi non è, per Marx, compatibile a lungo termine col sistema democratico.
Nel modello democratico-capitalista, lo stato assume la funzione di arbitro imparziale, ma questo trattamento apparentemente egualitario produce degli effetti di parte, in quanto la difesa della proprietà privata della produzione, scartava per forza la possibilità di difesa del proletariato sfruttato.
Nonostante questo, il capitalismo per Marx, era stato un passo avanti nell'aver apportato il suffragio universale e l'eguaglianza politica. Questo però per Marx non bastava per assicurare una società socialmente giusta.
Nell'analisi marxiana dei rapporti tra lo Stato e le classi sociali, vengono sintetizzate due posizioni diverse.
Con la prima posizione, Marx afferma che lo stato ha un potere comunque autonomo dalla classe dominante, nonostante la minima ed essenziale dipendenza da quest’ultima. Questa prima posizione, Marx la spiegò attraverso l'opera “il 18 brumaio di Luigi Napoleone”, prendendo ad esempio proprio la vicenda del generale francese che si impose al governo e perseguì i suoi scopi favorendo comunque la classe dominante, dando vita a una sovrastruttura statale indipendente nelle sue decisioni anche se per forza compatibili con lo sviluppo economico.
Da un'altra posizione, sostenne che stato e la sua burocrazia sono dominate dall'influenza della classe privilegiata. Questa è la posizione più problematica, dove lo Stato è mascherato dall'eguaglianza della libertà ma svolge essenzialmente il compito della difesa della classe dominante. 
Non è quindi auspicabile la libertà di tutti gli individui in un sistema democratico liberale, perché minerebbe le fondamenta stesse dell’assetto capitalistico.
Marx, non propose mai un modello preciso su come avrebbe dovuto essere strutturato il nuovo modello comunista, a causa della sua convinzione per cui in ogni paese si sarebbe potuto avere un modello differente. Pose però alcuni criteri essenziali di questo probabile cambiamento, nella sua opera “La fine della politica”. Secondo questa opera, il proletariato, violentemente o democraticamente si sarebbe impossessato del potere del governo e proprio da lì avrebbe successivamente eliminato il potere politico, lasciando allo stato il compito di semplice amministratore della cosa comune. Il processo probabilmente sarebbe avvenuto in due periodi, denominati in seguito socialismo e comunismo. Alla fine, con l'annullamento della politica, sarebbero scomparse anche le classi sociali. Il sistema avrebbe probabilmente preso, secondo Marx, le sembianze della comune di Parigi, ovvero un ordinamento piramidale e dinamico a causa del frequente giudizio popolare.
Le teorie di Marx hanno fatto nascere diverse interpretazioni, di cui, le tre principali rispecchiano tutte dei concetti fondamentali del suo pensiero.
I marxisti libertari affermano che il processo di cambiamento non può avvenire attraverso un partito democratico del proletariato, solo in questo modo la rivoluzione può effettivamente eliminare la politica e assicurare lo stato comunista.
I marxisti pluralisti sostengono che la trasformazione del sistema debba avvenire attraverso il cammino democratico. Per cui, bisogna attuare l’insediamento legittimo della classe proletaria con il proprio partito all’interno del governo, per cambiare radicalmente la struttura statale democraticamente.
I marxisti ortodossi, infine, auspicano la necessità di un partito rivoluzionario guidato da un leader, che possa pianificare la rivolta e la riuscita della rivoluzione. (seguaci di queste idee furono Stalin, Mao ecc.)

## La democrazia nell'età contemporanea
L'aumento della prosperità economica, prima negli Stati uniti poi in Europa e nel resto dell'Occidente, "non ha lasciato inalterata la mentalità degli individui, ma li ha portati a concepire la democrazia come l'amministrazione del benessere. Ci si domanda dunque: in che misura questa trasformazione dell'esigenza democratica rischia di pregiudicare il funzionamento delle istituzioni politiche della democrazia? È questo il problema del nostro tempo, cui tuttavia sarebbe presunzione rispondere se non con semplici ipotesi". Sul rapporto tra democrazia e mercato è importante la conclusione di Giovanni Sartori: "l'accoppiata democrazia-mercato è ottimizzante; non è ancora dimostrato, a rigore, che sia obbligata e obbligante" .

### Il Novecento di Weber e Schumpeter
Max Weber e Schumpeter, studiosi della democrazia come affermatasi nel Novecento, sostennero che la società moderna impone la disuguaglianza economica e la democrazia non è altro che un metodo per decidere chi dovrà detenere il potere legittimamente e per frenarne gli eccessi. Del resto, "sotto qualsiasi cielo i politici – e dunque anche i politici democratici le cui motivazioni personali non differiscono da quelle dei dittatori o degli oligarchi – non governano per realizzare scopi altruistici, come pretendono i modelli normativi della politica, ma per promuovere i propri interessi individuali. Ricoprire cariche di governo che consentano di ottenere denaro o potere è il fine privato dei politici, anche se così facendo essi svolgono (almeno in linea di principio) una funzione pubblica a vantaggio della comunità".
Max Weber formulò la sfida più importante alle teorie di Marx, partendo proprio dalla accusa per cui Marx avrebbe lasciato irrisolta la domanda principale, ovvero capire quale è precisamente il sistema adatto per la società, e cosa i cittadini avrebbero dovuto fare. Il pensiero weberiano, che in comune con Marx accetta l'esistenza delle diverse classi sociali, non le ritiene però l'unico motore dei cambiamenti storico-politici. Inoltre, e con maggiore forza, egli vedeva il problema della burocrazia, in quanto corpo istituzionale imparziale e non democratico perché non responsabile nei confronti del popolo. Proprio la burocrazia, per Max Weber, era l'ostacolo principale ad una democrazia diretta o ad un sistema socialista/comunista: anche se riteneva nobili i principi di auto-governo, nella situazione della modernità essi potenzierebbero eccessivamente il potere burocratico. Lo Stato venne descritto da Weber attraverso due requisiti principali: il monopolio della forza e la sua legittimità in un dato territorio. Questo Stato moderno, che ha inevitabilmente prodotto il capitalismo perché la via naturale che gli si propone, abbisogna della burocrazia; essa è un corpo inevitabile per la stabilità del potere statale e tale stabilità porta alla prosperità economica. Quindi bisognerebbe creare dei limiti al potere burocratico, senza intaccarlo eccessivamente. Tali limiti possono essere ben realizzati con la creazione di un sistema parlamentare rappresentativo.
Il Parlamento è l'organo chiave per il giusto funzionamento del sistema democratico secondo Weber. Esso fungerebbe da luogo di composizione istituzionale dei conflitti e delle aspettative sociali; inoltre sarebbe un banco di prova ottimale per la selezione della leadership. A differenza di John Stuart Mill, Weber sosteneva l'importanza di tale organo operante attraverso i partiti, che assicurano in maniera adeguata la rappresentanza del popolo al governo. Con questo sistema, a parere di Weber, si potrebbe, dunque, avere un equilibrio della politica, attestando la sua responsabilità nei confronti del popolo, senza tuttavia dare alla massa un eccessivo potere.
Weber diede così vita al modello “elitistico competitivo”, dove l'importanza del suffragio universale si compensava con l'esistenza di una società strutturata, e non di una massa incapace di comprendere bene le scelte politiche.
Schumpeter si propose di sviluppare un modello democratico che fosse realistico. Partendo dalle posizioni di Weber, si spinse verso nuove importanti direzioni. Con l'opera Capitalismo, socialismo e democrazia, espone le sue teorie, secondo le quali la democrazia è il metodo politico per la selezione della leadership tra i partiti; i cittadini hanno soltanto il potere di avallare o destituire il leader. Difese la teoria dell'elitismo competitivo, dato che affermava che la politica fosse inevitabilmente una professione e che il popolo non potesse autogovernarsi a pieno a causa della precarietà delle sue informazioni e della sua mancanza di esperienza. Schumpeter accettò la teoria di Marx che descriveva il capitalismo come un sistema dinamico che tende nel lungo periodo a dissolvere le basi della sua stessa esistenza. Per questa ragione, affermò l'imminenza dell'avvento di un sistema democratico di tipo socialista. Con questa concezione si discostò dalle teorie weberiane, dato che riteneva che il conseguente aumento del potere della burocrazia fosse inevitabile.
Schumpeter difese la democrazia elitistico-competitiva in base al suo esplicito rifiuto alla democrazia classica che si fondava sui seguenti temi:
1. Il bene comune, auspicato dalla democrazia diretta, non esiste, in quanto ogni soggetto ha determinati interessi. Aggiunse che è rara la formazione di gruppi sociali volti a promuovere i propri interessi comuni.
2. Non è detto che il sistema politico debba operare per il bene di tutti, perché impossibile. Anzi affermò che, talvolta, le decisioni non democratiche possono essere accettate ancora meglio dalla massa.
3. Infine, ritenne il popolo incapace di autogoverno perché troppo impulsivo, poco informato e spesso privo di una volontà autonoma a causa della pubblicità.

Concluse sostenendo che se si vuole applicare la democrazia bisognerebbe eliminare i concetti e le teorie dell'esperienza ateniese.
La democrazia elitistico-competitiva venne descritta da Schumpeter con un parallelismo al sistema del libero mercato. I partiti sono paragonati alle imprese. Esse svolgono le loro funzioni nella libera concorrenza, i primi in cerca di voti, i secondi cercando di vendere i beni. Nel tempo i partiti come le aziende, tendono a centralizzarsi e prendono vita gli oligopoli e i monopoli. Allo stesso modo in cui l'azienda più potente dominerà il mercato, il leader che ha ricevuto maggior consenso governerà lo Stato.
Schumpeter difese quindi il meccanismo democratico che riteneva compatibile allo stesso modo con un sistema economico capitalista o socialista. Fissò dei criteri secondo i quali il sistema poteva funzionare pienamente:
1. La concorrenza tra i leader sulla base di programmi
2. Esistenza di una burocrazia efficiente
3. Sufficiente autocontrollo democratico da parte del governo
4. Promuovere una cultura popolare aperta alla diversità di pensiero

Il modello elitistico-competitivo però, intacca l'idea dell'uomo come protagonista politico, lasciando tutta la politica nelle mani di pochi esperti.

### Fascismo
Nel ventesimo secolo la maggior critica alla democrazia arrivò dal fascismo. Difatti il suo capo Benito Mussolini riteneva che la moderna democrazia di origine illuminista non fosse altro che una plutocrazia e subdola dittatura massonica. Alla democrazia il fascismo oppose il totalitarismo.

### Guerra fredda
In seguito alla vittoria comune sul nazifascismo le democrazie occidentali si sono fronteggiate con le cosiddette democrazie popolari di stampo comunista. Durante la guerra fredda la concorrenza fra i due sistemi è stata estesa in campo ideologico, militare, tecnologico, politico, economico e culturale.

## Postdemocrazia
Dopo la caduta del muro di Berlino e il crollo dei regimi comunisti in Europa orientale, le democrazie liberali si sono cullate per un breve periodo nell'illusione di una vittoria definitiva sui sistemi totalitari, teorizzata in particolare nel saggio La fine della storia e l'ultimo uomo del politologo americano Francis Fukuyama.
Tuttavia regimi autoritari permangono tuttora in Stati molto grandi come la Cina. Si è inoltre iniziato a prestare attenzione anche ai processi degenerativi in alcuni Stati democratici, per i quali è stato introdotto il termine postdemocrazia, con cui il politologo inglese Colin Crouch ha descritto un sistema formalmente ancora democratico, nel quale però i processi comunicativi e decisionali vengono soppiantati da nuove forme oligarchiche e autoritarie.